# 김혁철
김혁철(1971년 ~ )은 조선민주주의인민공화국의 외교관이자 정치인이다. 스페인 주재 조선민주주의인민공화국 대사를 지냈고, 현재 국무위원회 대미 특별대표이다.

## 생애
캄보디아 주재 대사를 지낸 외교관의 아들로 태어났다. 평양외국어대학 프랑스어과를 졸업하고 2000년대 초 외무성을 시작으로 외교정책과 전략을 담당하는 부서에서 근무했다. 2005년 6자 회담 당시 조선민주주의인민공화국 담당이었던 김계관의 연설문을 작성했다고 알려져 있다. 2012년 김정은 국무위원장 취임 후 외무성 부상급인 참사로 승진했다. 2014년 1월 스페인 주재 대사로 부임했으나 2017년 조선민주주의인민공화국의 잇따른 핵실험으로 스페인에서 추방되었다.
제1차 북미정상회담 이후 2019년 1월말, 김영철을 단장으로 하는 특사단이 백악관을 방문하여 트럼프 대통령을 예방했을 때 동행하여 국제사회의 주목을 받게 되었다. 이후 제2차 북미정상회담을 준비하면서 미국의 스티븐 비건 대북 특별대표의 의제 협상 파트너로 활동했다. 
그러나 제2차 북미정상회담이 성과 없이 끝나게 되면서 한때 숙청설이 제기되었으나, 2021년을 기준으로 여전히 생존해 있음이 밝혀졌다.